# منتخب مدغشقر لكأس ديفيز
منتخب مدغشقر لكأس ديفيز (بالفرنسية: Équipe de Madagascar de Coupe Davis)‏ هو ممثل مدغشقر الرسمي في كرة المضرب في كأس ديفيز.